# Megachile frugalis
Megachile frugalis är en biart som beskrevs av Cresson 1872. Megachile frugalis ingår i släktet tapetserarbin, och familjen buksamlarbin. Inga underarter finns listade i Catalogue of Life.